# Psydrax paradoxa
Psydrax paradoxa là một loài thực vật có hoa trong họ Thiến thảo. Loài này được (Virot) Mouly mô tả khoa học đầu tiên năm 2006.